# Aero L-60 Brigadyr
Aero L-60 Brigadyr – czechosłowacki samolot wielozadaniowy typu STOL produkowany przez zakłady Aero.
Układ zastrzałowego górnopłata o konstrukcji całkowicie metalowej. Opracowany został na konkurs Ministerstwa Obrony Czechosłowacji, celem zastąpienia niemieckich samolotów Fieseler Fi 156 Storch. Projekt prowadził inż. Ondrej Nemec. Produkcja seryjna trwała od 1956 roku przez 4 lata i doszła ilością do około 300 sztuk. Samoloty były eksportowane do: NRD, ZSRR, Nowej Zelandii, Egiptu, Argentyny.
W większości wysyłane zostały w wersji łącznikowej, dyspozycyjnej, sanitarnej i rolniczej. Powstała także uzbrojona wersja, lecz została odrzucona. Wadą konstrukcji był zawodny silnik. 
W Polsce wykorzystywano trzy egzemplarze w wersji sanitarnej. Jeden z nich, SP-FXA, został przekazany do Muzeum Lotnictwa w Krakowie w 1974 roku.

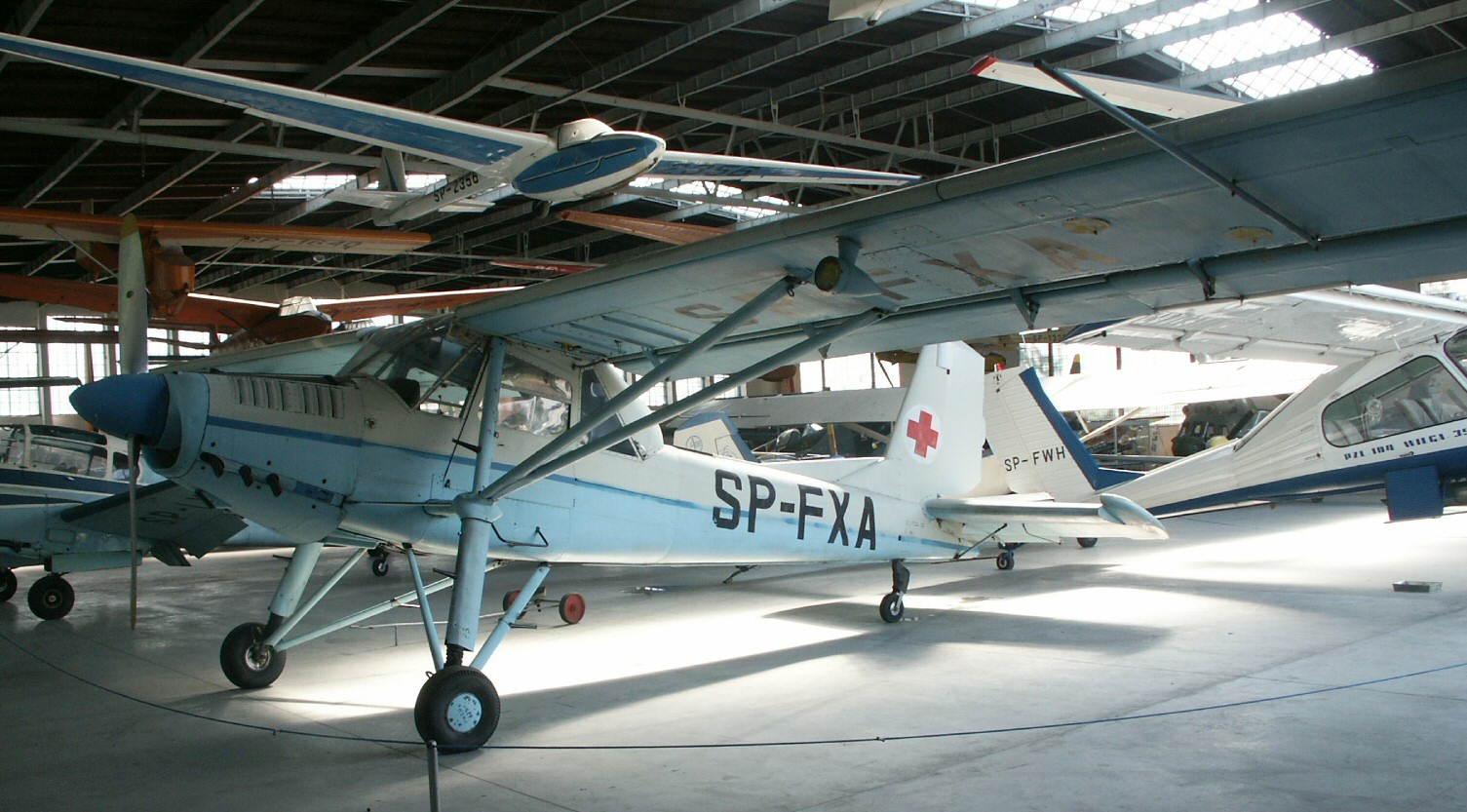
Samolot L-60 przed odmalowaniem